# Lochmühle (Weidenberg)
Lochmühle (auch Amschelmühle genannt) ist ein Gemeindeteil des Markts Weidenberg im Landkreis Bayreuth (Oberfranken, Bayern). Lochmühle liegt in der Gemarkung Görschnitz.

## Geographie
Die Einöde liegt am linken Ufer der Warmen Steinach. Im Westen steigt das Gelände zum Kühberg (553 m ü. NHN) an. Ein Anliegerweg führt nach Görschnitz (0,5 km südöstlich). Bei der Einöde steht eine Eiche, die als Naturdenkmal ausgezeichnet ist.

## Geschichte
Der Ort wurde im Jahr 1417 als „mule zum loch“ erstmals urkundlich erwähnt. Lochmühle gehörte zur Realgemeinde Görschnitz. Gegen Ende des 18. Jahrhunderts gab es in Lochmühle ein Anwesen. Die Hochgerichtsbarkeit stand dem bayreuthischen Stadtvogteiamt Bayreuth zu. Das Stiftskastenamt Himmelkron war Grundherr der Mühle.
Von 1797 bis 1810 unterstand Lochmühle dem Justiz- und Kammeramt Neustadt am Kulm. Nachdem im Jahr 1810 das Königreich Bayern das Fürstentum Bayreuth käuflich erworben hatte, wurde der Ort bayerisch. Infolge des Gemeindeedikts wurde Lochmühle dem 1812 gebildeten Steuerdistrikt Görschnitz und der Ruralgemeinde Görschnitz zugewiesen. Im Zuge der Gebietsreform in Bayern wurde Lochmühle am 1. Januar 1978 nach Weidenberg eingemeindet.